# جرنغراتة
جرنغراتة (كما سماه الإدريسي) أو تشونغراد (المجرية: Csongrád؛ الرومانية: Ciongrad؛ التركية: Conğrad، الصربية: Чонград، رومنة: Čongrad، قديمًا أيضًا Црноград/Crnograd، الألمانية: Tschongrad) هي بلدة في مقاطعة جرنغراتة في جنوب المجر.